# Amílcar Cabral Cup
De Amílcar Cabral Cup was een international voetbaltoernooi voor West-Afrikaanse landen. De competitie werd tussen 1979 en 1989 jaarlijks gespeeld maar vanaf 1989 om de twee jaar.
Het toernooi is vernoemd naar Amílcar Cabral. Sinds 2007 zijn er geen toernooien meer gespeeld. Mauritanië zou het toernooi organiseren in 2009. Het werd toen verschoven naar 2010 maar uiteindelijk afgelast.

## Tournoi de la zone 2
De voorloper van de Amílcar Cabral Cup was het 'Tournoi de la zone 2'. Dat toernooi begon in 1970 en werd 5 keer gehouden. Het toernooi werd 3 keer gewonnen door Mali en 2 keer door Guinee. In 1970 werd het toernooi gespeeld in Bamako. Er deden toen drie landen mee. In 1975 deden er 5 landen mee en was het toernooi tevens het kwalificatietoernooi voor Afrika Games van 1973. Het tweede toernooi werd gespeeld in Dakar.
| 1970 | Bamako (Mali)          | Mali   |         |                  | 1970                      | Senegal Guinee                          |
| 1980 | Dakar (Senegal)        | Guinee | Senegal | Gambia           | 28 september – 10 oktober | Mali Mauritanië                         |
| 1975 | Bissau (Guinee-Bissau) | Guinee | Mali    | Finale 0–0 (4–2) | 1975                      | Senegal                                 |
| 1976 | Banjul (Gambia)        | Mali   | Guinee  | Finale 1–0       | 14 januari – 18 januari   | Mauritanië Gambia Guinee-Bissau Senegal |
| 1977 | Bissau (Guinee-Bissau) | Mali   |         |                  | 1977                      | Guinee-Bissau Guinee                    |

## Deelnemers
Acht landen hebben regelmatig deelgenomen aan het toernooi. De teams maken allemaal deel uit van de Confédération Africaine de Football (CAF) Zone 2. Alle landen liggen in West-Afrika. Bij sommige toernooien werd er tevens een gastland uitgenodigd. Zo deed Benin mee in 2001.
- Kaapverdië
- Gambia
- Guinee
- Guinee-Bissau

- Mali
- Mauritanië
- Senegal
- Sierra Leone

## Resultaten
| 1979 Details | Guinee Bissau          | Senegal       | 1–0                   | Mali          | Guinee                           | 2–2 (pen. 5–4)                   | Guinee-Bissau                    |
| 1980 Details | Gambia                 | Senegal       | 1–0                   | Gambia        | Guinee                           | w/o                              | Mauritanië                       |
| 1981 Details | Mali                   | Guinee        | 0–0 (pen. 6–5)        | Mali          | Senegal                          | 5–1                              | Kaapverdië                       |
| 1982 Details | Kaapverdische Eilanden | Guinee        | 3–0                   | Senegal       | Mali                             | 2–1                              | Kaapverdië                       |
| 1983 Details | Mauritanië             | Senegal       | 3–0                   | Guinee-Bissau | Mali                             | 2–0                              | Mauritanië                       |
| 1984 Details | Sierra Leone           | Senegal       | 0–0 (pen. 5–4)        | Sierra Leone  | Mali                             | 2–0                              | Gambia                           |
| 1985 Details | Gambia                 | Senegal       | 1–0                   | Gambia        | Mali                             | 1–0                              | Kaapverdië                       |
| 1986 Details | Senegal                | Senegal       | 3–1                   | Sierra Leone  | Troostfinale werd niet gespeeld. | Troostfinale werd niet gespeeld. | Troostfinale werd niet gespeeld. |
| 1987 Details | Guinee                 | Guinee        | 1–0                   | Mali          | Senegal                          | 0–0 (pen. 3–0)                   | Sierra Leone                     |
| 1988 Details | Guinee Bissau          | Guinee        | 0–0 [Note] (pen. 3–2) | Mali          | Senegal                          | 2–1                              | Sierra Leone                     |
| 1989 Details | Mali                   | Mali          | 3–0                   | Guinee        | Kaapverdië                       | 1–0                              | Sierra Leone                     |
| 1991 Details | Senegal                | Senegal       | 1–0                   | Kaapverdië    | Troostfinale werd niet gespeeld. | Troostfinale werd niet gespeeld. | Troostfinale werd niet gespeeld. |
| 1993 Details | Sierra Leone           | Sierra Leone  | 2–0                   | Senegal       | Gambia                           | 2–0                              | Mali                             |
| 1995 Details | Mauritanië             | Sierra Leone  | 0–0 (pen. 4–3)        | Mauritanië    | Kaapverdië                       | 1–0                              | Guinee-Bissau                    |
| 1997 Details | Gambia                 | Mali          | 1–0                   | Senegal       | Guinee                           | 2–2 (pen. 5–4)                   | Gambia                           |
| 2000 Details | Kaapverdische Eilanden | Kaapverdië    | 1–0                   | Senegal       | Guinee                           | 2–0                              | Mali                             |
| 2001 Details | Mali                   | Senegal (–23) | 3–1                   | Gambia        | Mali                             | 2–1                              | Guinee-Bissau                    |
| 2005 Details | Guinee                 | Guinee        | 1–0                   | Senegal (–23) | Mali (B–team)                    | 1–0                              | Guinee-Bissau                    |
| 2007 Details | Guinee Bissau          | Mali (B–team) | 2–1                   | Kaapverdië    | Senegal (–23)                    | 2–1                              | Guinee-Bissau                    |

Note: Er zijn tegenstrijdige berichten over de uitslag van deze wedstrijd. Volgens RSSSF op de pagina over de Amílcar Cabral Cup van 1988, eindigde de wedstrijd in 0–0 en won Guinee met 4–2 na strafschoppen. Diezelfde site geeft echter op de lijst van internationale wedstrijden in 1988, ook 0–0 uitslag, maar Guinee won hier met 3–2 na strafschoppen. De Fifa FIFA website, geeft Guinee een overwinning van 3–2 in de reguliere speeltijd.

### Overwinningen
| Winst  | Land         | Toernooien                                     |
| ------ | ------------ | ---------------------------------------------- |
| 8 keer | Senegal      | 1979, 1980, 1983, 1984, 1985, 1986, 1991, 2001 |
| 5 keer | Guinee       | 1981, 1982, 1987, 1988, 2005                   |
| 3 keer | Mali         | 1989, 1997, 2007                               |
| 2 keer | Sierra Leone | 1993, 1995                                     |
| 1 keer | Kaapverdië   | 2000                                           |